# Brommella hellenensis
Brommella hellenensis är en spindelart som beskrevs av Jörg Wunderlich 1995. Brommella hellenensis ingår i släktet Brommella och familjen kardarspindlar.
Artens utbredningsområde är Grekland. Inga underarter finns listade.